# Sreten Dragojlović
Sreten Dragojlović, en serbio: Сретен Драгојловић, (6 de mayo de 1938, en Kraljevo, RFS Yugoslavia) fue un jugador de baloncesto serbio. Consiguió 1 medalla de plata en el Eurobasket de Yugoslavia del año 1961 con la Selección de Yugoslavia.